# Sentry Hill
Sentry Hill – najwyższe wzniesienie Sint Maarten – holenderskiego terytorium autonomicznego na Karaibach. Wysokość – 344 metrów n.p.m. Położone w holenderskiej części wyspy Sint Maarten, na północny zachód od miasta Cul de Sac.